# أحمد آيت وراب
بونشم ايمن (2003الجزائر) هو لاعب كرة قدم جزائري.

## روابط خارجية
- أحمد آيت وراب على موقع قاعدة بيانات كرة القدم.إي يو (الإنجليزية)